# 10561 Shimizumasahiro
10561 Shimizumasahiro eller 1993 TE2 är en asteroid i huvudbältet som upptäcktes den 15 oktober 1993 av de båda japanska astronomerna Kazuro Watanabe och Kin Endate vid Kitami-observatoriet. Den är uppkallad efter Masahiro Shimizu.
Asteroiden har en diameter på ungefär 10 kilometer och den tillhör asteroidgruppen Gefion.